# Refúgio de Vida Silvestre Corixão da Mata Azul
Refúgio de Vida Silvestre Corixão da Mata Azul é uma unidade de conservação do tipo Refúgio de Vida Silvestre (REVIS) de proteção Integral criado em 2001 comum uma área de 40.000 ha abrangendo dois municípios brasileiros do estado do Mato Grosso: Cocalinho e Novo Santo Antônio.
A unidade de conservação fica numa área de enorme concentração de aves nativas e migratórias.
O REVIS tem a função de proteger ambientes naturais, assegurando condições para a existência ou reprodução de espécies, comunidades da flora local, da fauna residente ou migratória.
As principais ameaças à área são o desmatamento e os focos de calor.